# Llorenç Perelló Rosselló
Llorenç Perelló Rosselló (4 de gener de 1993) és un polític mallorquí que, des del 2019, és batle de l'Ajuntament d'Alaró. És graduat en Llengua i Literatura Catalanes i en Dret per la Universitat de les Illes Balears. A més, és màster en Gestió Cultural per la Universitat de Girona. El maig de 2019 i de 2023 va ser el candidat del Partit Popular de les Illes Balears a la batlia de l'Ajuntament d'Alaró, obtenint en els dos casos una àmplia majoria absoluta.
L'experiència política de Perelló a l'Ajuntament d'Alaró prové de l'any 2011, quan formà part de l'equip de govern, gestionant les àrees de Cultura, Joventut i Fires de l'Ajuntament d'Alaró i, del 2015-2019, va exercir de portaveu de l'oposició. En el moment de la presa de possessió, el 2019, va ser el batle més jove de les Illes Balears. Actualment, segueix sent dels batle més joves de les Illes Balears.
Amb l’arribada de Marga Prohens a la presidència del PP de Balears, Perelló fou nomenat com a president del comitè de batles del Partit a nivell regional i forma part del Comitè de Direcció del PP balear. L’agost de 2023 fou nomenat Director de l'Institut d'Estudis Balearics dins el Govern autonòmic de Margalida Prohens.